# 3869 Norton
3869 Norton è un asteroide della fascia principale. Scoperto nel 1981, presenta un'orbita caratterizzata da un semiasse maggiore pari a 2,4523360 UA e da un'eccentricità di 0,1267531, inclinata di 4,36451° rispetto all'eclittica.